# Hyperion Cantos
Hyperion Cantos (titlu original The Hyperion Cantos) este o serie de romane science fiction a scriitorului Dan Simmons. Acțiunea se petrece într-un viitor îndepărtat și se concentrează mai mult pe intrigă și pe dezvoltarea poveștii decât pe detalii tehnice, putând fi categorisită ca soft science fiction și space opera. Titlul a fost folosit inițial pentru perechea formată din primele două cărți ale seriei, Hyperion și Căderea lui Hyperion, ajungând ulterior să se refere la întreaga poveste, incluzând și Endymion, The Rise of Endymion și o serie de povestiri. În cadrul cronologiei poveștii, Hyperion Cantos este un poem epic scris de personajul Martin Silenus.
Dintre cele patru romane, Hyperion a primit premiul Hugo și premiul Locus în 1990; Căderea lui Hyperion a câștigat premiul Locus și premiul BSFA în 1991 și The Rise of Endymion a primit premiul Locus în 1998. Toate patru romanele au fost nominalizate pentru diverse premii science fiction.
O ecranizare a seriei, intitulată Hyperion, se află în producție la Warner Bros. și va urmări acțiunile din romanele Hyperion și Căderea lui Hyperion.

## Opere

### Hyperion

Coperta romanului Hyperion

Apărut în 1989, Hyperion are structura unei narațiuni cadru, similar Povestirilor din Canterbury a lui Geoffrey Chaucer și, mai ales, Decameronului lui Giovanni Boccaccio. În cadrul narațiuni se țes poveștile membrilor unui grup de călători porniți în pelerinaj către Criptele Timpului de pe Hyperion. Călătorii au fost trimiși de Biserica lui Shrike și de Hegemonie (guvernul sistemelor solare umane) pentru a-i solicita ceva lui Shrike. Pe măsura desfășurării călătoriei, fiecare pelerin își spune povestea.

### Căderea lui Hyperion
Cartea rezolvă povestea începută în Hyperion. Ea abandonează structura cadru a primului roman, înlocuind-o cu o narațiune cronologică convențională (deși au loc câteva salturi în timp).

### Endymion
Povestea începe la 272 de ani după evenimentele din romanul precedent. Puține personaje principale din primele două cărți apar și în ultimele două. Personajul principal este Raul Endymion, un fost soldat care este condamnat la moarte în urma unui proces necinstit. El este salvat de Martin Silenus, fiind rugat să îndeplinească o serie de sarcini extrem de dificile. Sarcina principală o constituie salvarea și protejarea lui Aenea, un mesia venit din trecutul îndepărtat prin intermediul călătoriei în timp. Biserica Romano-Catolică a devenit forța dominantă în universul uman și îl consideră pe Aenea o amenințare potențială la adresa sa. Grupul format din Aenea, Endymion și A. Bettik (un android) scapă de forțele Bisericii trecând de pe o lume pe alta și terminând povestea pe Pământ.

### The Rise of Endymion
Ultimul roman al seriei termină povestea începută în Endymion, dezvoltând temele din Endymion pe măsură ce Raul și Aenea se luptă cu Biserica și își împlinesc destinele.

### Povestiri
Seria include și trei povestiri:
- Remembering Siri (1983)
- The Death of the Centaur (1990)
- Orphans of the Helix (1999)

## Realizare
Universul Hyperion își are originea de pe vremea în care Simmons era profesor la școala elementară, sub forma unei povești extinse pe care o spunea periodic tinerilor săi elevi. Acest lucru apare în "The Death of the Centaur" și în introducerea sa, inspirând povestirea "Remembering Siri", care avea să devină în cele din urmă nucleul în jurul căruia s-au format Hyperion și Căderea lui Hyperion. După publicarea celor patru romane, a apărut povestirea "Orphans of the Helix", care este la ora actuală ultima operă din Hyperion Cantos, atât ca și dată a scrierii cât și conform cronologiei seriei.

Seria originală Hyperion Cantos a fost considerată un roman publicat în două volume din motive care țineau de lungime. În introducerea scrisă la Orphans of the Helix, Simmons detaliază:
„"Unii cititori ar putea crede că am scris patru romane a căror acțiune se petrece în 'Universul Hyperion' - Hyperion, Căderea lui Hyperion, Endymion și The Rise of Endymion. O parte perceptivă a acestor cititori - poate majoritatea - știu că această așa-zisă epopee cuprinde, de fapt, două povești lungi cu legături reciproce, cele două povești despre Hyperion la un loc și cele două povești despre Endymion la un loc, împărțite în patru cărți din motive care țin de problemele de publicare."”

## Influențe
Mare parte din atracția exercitată de serie provine din folosirea extensivă a referințelor și aluziilor la un mare număr de gânditori cum, ar fi Teilhard de Chardin, John Muir, Norbert Wiener, la poezia lui John Keats, un faimos poet romantic englez din secolul al XIX-lea, precum și la călugărul Ummon. Simmons a recunoscut că un mare număr de elemente tehnologice i-au fost inspirate de elemente din cartea lui Kevin Kelly Out of Control: The New Biology of Machines, Social Systems, and the Economic World (1994).
Seria Hyperion conține influențe ale lui Jack Vance, recunoscute deschis într-una dintre ultimele cărți.
Titlul primului roman, "Hyperion", provine de la o poezie neterminată de-a lui Keats, Hyperion. La fel, titlul celui de-al treilea roman provine de la poezia lui Keats Endymion. De-a lungul romanelor se regăsesc citate din poeziile lui Keats și din poemul fictiv al lui Martin Silenus, Cantos. Simmons merge atât de departe, încât realizează două reîncarnări artificiale ale lui John Keats ("cybrizi": inteligențe artificiale în corpuri omenești) pentru a juca un rol important în serie.

## Cadru
Mare parte din acțiunea seriei se petrece pe planeta Hyperion. Ea este descrisă ca având o gravitație cu o cincime mai puțin decât cea a Pământului. Hyperion are o floră și o faună deosebită, din care se evidențiază pădurile-de-foc, periculoase din cauza descărcărilor electrice ale copacilor tesla. Este, de asemenea, o planetă "labirint", posedând labirinturi subterane străvechi al căror scop nu este cunoscut.
Însă cel mai important este faptul că pe Hyperion se află Criptele Timpului, artefacte gigantice înconjurate de câmpuri "anti-entropice" care le permit să călătorească înapoi în timp. Regiunea în care sunt localizate Criptele este și casa lui Shrike, o ființă amenințătoare care ocupă un rol important în cadrul seriei.

## Tehnologie

### Propulsia Hawking
Propulsia Hawking a ajuns în posesia omenirii înainte de Marea Greșeală, permițând călătoria cu viteze superluminice care a determinat Hegira. Numele vine de la Stephen Hawking; la un moment dat, Aenea dezvăluie faptul că acest gen de călătorie a fost realizat de TehNucleu folosind Neantul Care Unește.

### Teleproiectarea
Rețeaua de teleproiectare a fost primită de omenire de la TehNucleu, fiind o altă utilizare a Neantului Care Unește, care permite călătoria instantanee între lumi.

### Comunicarea sperlumică
Tehnologia comunicării cu viteze superluminice funcționează cu ajutorul tahionilor. Cu toate acestea, în cărțile ulterioare, se dezvăluie faptul că ele funcționează cu ajutorul Neantului Care Unește.

### Propulsia Gideon
O propulsie care permite navelor să călătorească aproape instantaneu între orice două puncte ale spațiului ocupat de oameni. Acest gen de propulsie omoară orice om aflat la bordul navei, ceea ce face ca tehnologia să fie folosită doar pentru sonde dirijate de la distanță sau în combinație cu tehnologia de reînviere de pe Pax.

### Bazilica (creșele de reînviere)
Bazilica poate regenera din resturi o persoană care poartă un cruciform (deși nu întotdeauna); Acest lucru este integrat în cadrul conceptului originar al reînvierii din biserica creștină de pe Pax. De obicei, necesită un supraveghetor (aparent, doar puține persoane cunosc secretul), dar navele Pax cu propulsie Gideon sunt echipate cu dispozitive automate de supraveghere.

### Nava-arbore
Arbori vii (similari arborilor Dyson) propulsați prin spațiu de ergi (ființe în stare solidă asemănătoare păianjenilor care emit câmpuri de forță). De asemenea, ergii regenerează câmpurile care mențin intactă atmosfera din jurul arborilor gigantici. Există doar câteva nave-arbore - în Hyperion, Consulul remarcă faptul că Yggdrasill este una din cele cinci.

### Armament
- Lasere: Denumite în limbaj popular biciul-iadului, acestea merg de la pistoale până la arme sub  forma unor vehicule uriașe. În general, laserele nu sunt folosite pe nave, acestea fiind dotate cu arme cu particule mult mai puternice.
- Bombe și grenade cu plasmă: Un tip de arme disponibile forțelor militare (și civililor, prin intermediul pieței negre). Armele cu plasmă sunt descrise ca fiind foarte puternice și distrugătoare, dând naștere și unui nivel ridicat de radiații. În timpul invadării Hyperionului de către Expulzați, bombele cu plasmă sunt folosite, fiind văzute ca explozii semisferice strălucitoare de lumină. În revoltele de pe Hyperion, cu puțin timp înaintea sosirii Consulului și a celorlalți pelerini, câteva grenade cu plasmă sunt folosite asupra bisericii lui Shrike, reducând masiva structură de piatră și oțel la un amestec de moloz și zgură.
- Sfere de singularitate teleproiectoare: Acestea au o rază mergând de la câțiva metri, cum sunt cele care apar în Endymion, până la arme capabile să distrugă orașe, cum sunt cele folosite de TehNucleu în Căderea lui Hyperion, fiind armamentul principal de pe navele-torță.
- Rachete Hawking: Rachete echipate cu propulsie Hawking, care le permite călătoria cu viteze superluminice și o rază mai mare de acțiune decât armamentul convențional. Apar doar în Endymion și The Rise of Endymion.
- RPB-uri: Unde de electroni de înaltă energie: Conțin electroni concentrați și accelerați, cu o putere de penetrare deosebită.
- Baghete-letale: Arme furnizate omenirii de AI-urile din TehNucleu. Ele sunt arma "curată" supremă: sunt capabile să omoare oamenii, lăsând intact orice altceva. Baghetele-letale art sinapsele din creierul uman, cauzând o moarte aproape instantanee; astfel, ele ucid omul, fără a deteriora altceva (în comparație cu bomba neutronică). Acestea sunt în principiu arme de mână, dar au o rază largă de acțiune. Chiar înaintea căderii Hegemoniei (în Căderea lui Hyperion), TehNucleul introduce o scară largă de variații ale baghetei-letale, care se presupune că pot ucide populația unei întregi planete, precum și orice altă lume aflată pe o rază de 1,5 ani-lumină de la punctul de detonare. Anumite dovezi indirecte sugerează că TehNucleul minte legat de raza de distrugere, aceasta fiind sau nedefinită (după cum concluzionează savanții Hegemoniei și ținând cont de afirmația lui Aenea din cuplul Endymion cum că baghetele-letale operează prin tulburarea Neantului Care Unește), sau mult mai mare decât spațiul de expansiune al Hegemoniei. Altă posibilitate este aceea de a fi mințit în legătură cu numărul de baghete-letale sub formă de bombe pe care l-au construit, posedând de fapt suficiente pentru a distruge în mod individual fiecare sistem.
- Pistoale și puști cu fleșete: Arme care lansează mii de săgeți micuțe de oțel. Aceste arme au o arie largă de acțiune, fiind capabile să sfâșie practic tot ce se află în calea norului de săgeți.
- Paralizatoare: Arme mici care sunt folosite pentru a paraliza, nu pentru a răni (au gloanțe oarbe care, totuși, pot fi letale). Paralizatoarele neurale cauzează paralizia prin afectarea sistemului nervos. O persoană lovită de o rază paralizatoare nu mai este capabilă nici să clipească.